# Darsi Ferrer Ramírez
Darsi Ferret Ramírez (Pinar del Río, Cuba; 2 de noviembre de 1969-West Palm Beach, Estados Unidos; 6 de octubre de 2017) fue un periodista, médico y preso político cubano, declarado en 2010 «preso de conciencia» por Amnistía Internacional. Fue director del Centro de Salud y Derechos Humanos Juan Bruno Zayas.

## Arresto

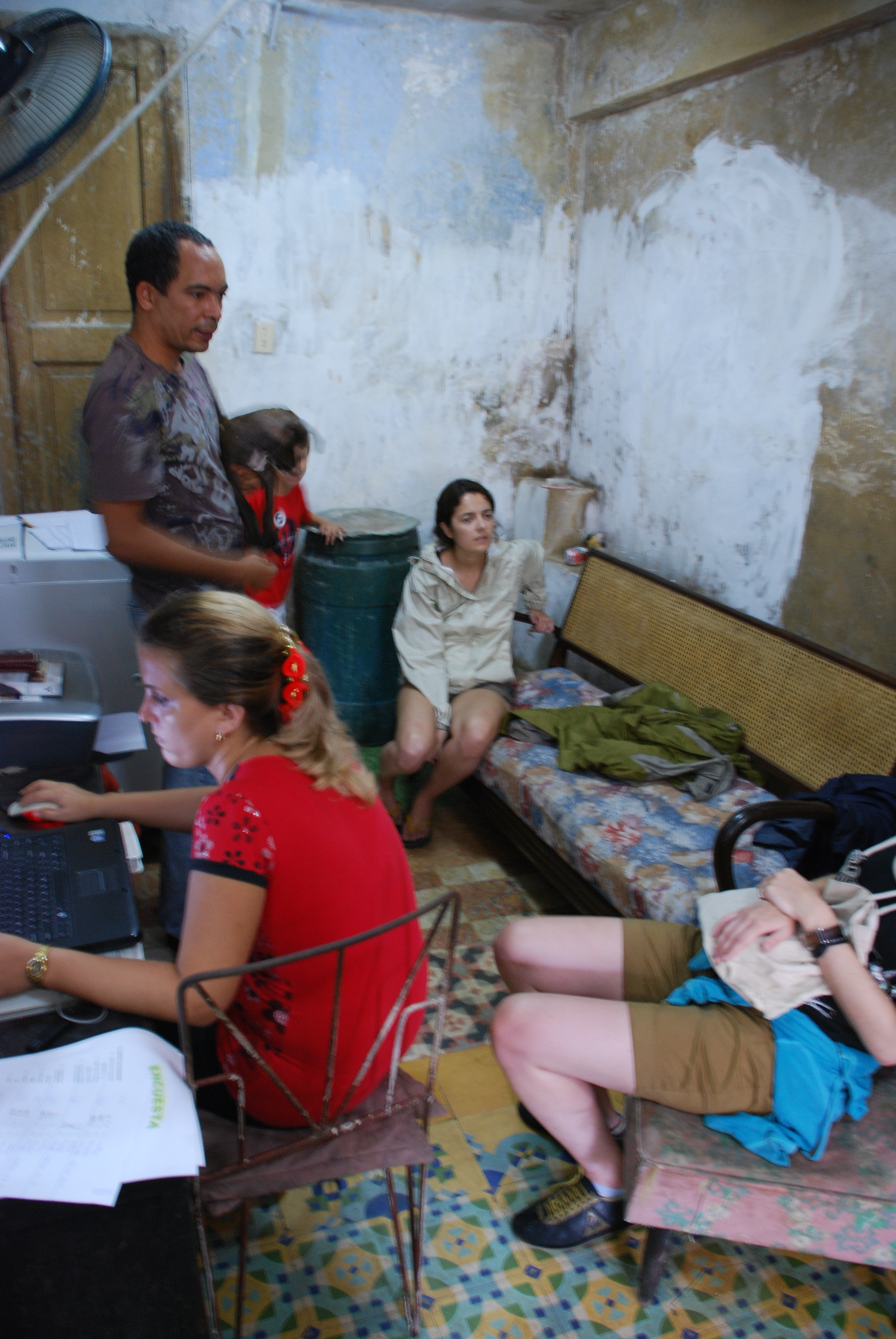
Darsi Ferrer en su domicilio, en La Habana en 2008.

Ferrer organizó protestas en la sede de la UNESCO en La Habana y publicó acerca de la pobreza en Cuba. De acuerdo con Ferrer, el contrato social cubano estaba en bancarrota y las expectativas de los cubanos eran viajar libremente, volver a tener una sola moneda, tener acceso a una mejor educación, gozar de libertad de expresión y disfrutar al fin de un régimen democrático.

## Sentencia
En julio de 2009, la organización Reporteros sin fronteras difundió que Ferrer había sido encarcelado en la penitenciaría de Valle Grande, al oeste de La Habana. Oficialmente, Ferrer fue detenido por intentar, supuestamente, adquirir ilegalmente material destinado a renovar su casa, que se encontraba en mal estado, pudiendo enfrentarse a una pena de ocho años de prisión. En agosto de ese año, diversos funcionarios de embajadas europeas visitaron su casa en señal de solidaridad. El 26 de febrero de 2010, Darsi Ferrer fue declarado prisionero de conciencia por Amnistía Internacional, quien exigió al Presidente Raúl Castro su liberación inmediata e incondicional. El 23 de marzo de 2010, Darsi Ferrer se declaró en huelga de hambre desde su encierro. Luego de 24 días, suspendió su ayuno. El 22 de junio de 2010, Ferrer quedó en libertad condicional.